# La leggenda del Titanic
La leggenda del Titanic (em castelhano:  La leyenda del Titanic, em inglês:  The Legend of the Titanic) é um filme américo-hispano-italiano de 1999 dirigido por Orlando Corradi e Kim J. Ok. O filme é adaptação livre sobre o naufrágio do RMS Titanic e apresenta diversos elementos de fantasia tais como animais antropomórficos.
The Legend of the Titanic teve uma sequência com o título de Tentacolino em 2004.

## Elenco
- Gregory Snegoff – Maltravers / Mr. Ice
- Francis Pardeilhan – Don Juan
- Jane Alexander – Elizabeth Camden
- Anna Mazzotti – Ronnie / Stella / Dolphin
- Sean Patrick Lovett – Top Connors / Camembert
- Teresa Pascarelli – Rachel
- Nick Alexander – Bob (não creditado)
- Frank von Kuegelgen – O Capitão (não creditado)
- John Stone – (não creditado)
- Keith Scott – Geoffreys / Dolphin (não creditado)